# Keszég László
Keszég László (Szabadka, 1970. november 26. –) magyar színházi rendező, színművész, egyetemi oktató.

## Életpályája
A vajdasági Szabadkán, (akkor Jugoszlávia, ma Szerbia) született 1970-ben. Színházi pályafutását szülővárosában, az AIOWA összművészeti formáció alapító tagjaként kezdte 1989-ben. 1990-től a Színház- és Filmművészeti Egyetem hallgatója volt Budapesten; színművész diplomáját 1995-ben, színházrendezői diplomáját 1997-ben szerezte. 1992-től a Pont Műhely független színházi csoport tagja, majd 1996-tól művészeti vezetője volt. 1997-től 2009-ig Kaposváron, a Csiky Gergely Színház rendezőjeként, majd 2009-től szabadúszóként dolgozott. 2012-től rendező a Miskolci Nemzeti Színházban. 2016 februárjától 2018-ig a Szegedi Nemzeti Színház tagozatvezető főrendezője.
Színészként a Nemzeti Színház, Csiky Gergely Színház, szabadkai Népszínház, Szkéné Színház, Pont Műhely, TÁP Színház, Maladype Színház, MU Színház, ALTeRRA Kortárs Előadóművészeti Központ produkcióiban játszott. Szerepelt a következő filmekben, illetve tv-filmekben: Haribó, haribá (rend.: Mundruczó Kornél, 1998), Premier (rend.: Török Ferenc, 1999), Balra a nap nyugszik (rend.: Fésős András, 2000), József és testvérei (rend.: Jeles András, 2003), Boldog születésnapot (rend.: Fazekas András, 2003), 1 nap szabadság (rend.: Igor Lazin, 2005), Pál Adrienn (rend.: Kocsis Ágnes, 2010), Diótörő 3D (rend.: Andrej Koncsalovszkij, 2010), Bocs! (rend.: Szirmai Márton, 2013), 1989 – Határon (rend.: Andreas Østergaard–Rácz Erzsébet, 2014), Szürke senkik (rend.: Kovács István, 2016).
1997 óta magyarországi és határon túli magyar színházak sokat foglalkoztatott rendezője. Idegen nyelvű előadásokat a Maribori Nemzeti Színházban (Szlovénia), a Rijekai Nemzeti Színházban (Horvátország), a Temesvári Nemzeti Színház Román Tagozatánál (Románia) rendezett.
Színházi előadásokon túl rendezője volt a Rapülők zenekar Riszájkling című koncertjének (Papp László Budapest Sportaréna, 2006), a Žagar (Müpa Bartók Béla Nemzeti Hangversenyterem, 2010) és a W. H. formáció (Müpa Fesztiválszínház, 2014) koncertjének. Zenészként tagja volt a Budbudās és a Skeg zenekaroknak.
2005 óta oktatott, illetve vizsgaelőadásokat rendezett a budapesti Színház- és Filmművészeti Egyetemen, a Kaposvári Egyetem Művészeti Főiskolai Karán, a Liszt Ferenc Zeneművészeti Egyetemen és a Marosvásárhelyi Művészeti Egyetemen. 2015 novemberétől a Magyar Színházi Társaság elnöke.

## Magyar nyelvű színházi rendezései
| - Hosszú nap (MU Színház, 1999) - Anthony Shaffer: Mesterdetektív (Merlin Színház, 2000) - Shakespeare: Lóvátett lovagok (Vígszínház, 2000) - Gogol: Háztűznéző (Csiky Gergely Színház, 2000) - Ivan Kušan: Galócza (Csiky Gergely Színház, 2000) - Szép Ernő: Vőlegény (Csiky Gergely Színház, 2001) - Vírus (Mu Színház, 2001) - Gombrowicz: Operett (Csiky Gergely Színház, 2001) - Arni Ibsen: Mennyország (Csiky Gergely Színház, 2001) - Látnokok (Mu Színház, 2001) - Geszti Péter: A nő kilencszer (Art Representatives Hungary produkció, a Presolution Iroda szervezésében, 2001) - Brecht: Koldusopera (Gárdonyi Géza Színház, 2002) - Joe Masteroff–John Kander: Kabaré (Csiky Gergely Színház, 2002) - Peer Krisztián–Szegedi-Szabó Béla–Vicei Zsolt: Hősök (Mu Színház, 2002) - Freedom project (Trafó, 2002) - Spiró György: Fogadó a Nagy Kátyúhoz (Bárka Színház, 2002) - Check Point Charlie II. - A Pont Műhely 24 órás színháza (Mu Színház, 2002) - Shakespeare: A hárpia megzabolázása, avagy A makrancos hölgy (Örkény István Színház, 2003) - Bíró László: Család (Pont Műhely, 2004) - Dušan Kovačević: A maratoni futók tiszteletkört futnak (Csiky Gergely Színház, 2004) - Bíró László: Őszinte, de igaz (Pont Műhely, 2005) - Marin Držić: Dundo Maroje (Csiky Gergely Színház, 2005) - Mozart: A varázsfuvola (Pécsi Nemzeti Színház, 2005) - Bíró László: Önkényeztetés (Pont Műhely, 2006) - Victor Hugo: Királyasszony lovagja (Színház- és Filmművészeti Egyetem – Ódry Színpad, 2006) - Ödön von Horváth: Mesél a bécsi erdő (Nemzeti Színház, 2007) - John Osborne: Dühöngő ifjúság (Nézz vissza haraggal), (Pécsi Nemzeti Színház, 2007) - Feydeau: A hülyéje (Csiky Gergely Színház, 2007) - Erdős Virág: Merénylet (Móricz Zsigmond Színház, Nyíregyháza, 2007) - Sergi Belbel: Vér (Kosztolányi Dezső Színház, Szabadka, 2008) - Spiró György: Szilveszter (Nemzeti Színház, 2008) - Kunyhó (Pont Műhely, 2008) - A sötétség hatalma (Csiky Gergely Színház, 2008) - A látszat nem csal (Pont Műhely, 2008) - Spiró György: Árpádház (Krétakör Színház, 2008) - Bulgakov: A Mester és Margarita (Nyíregyházi Móricz Zsigmond Színház, 2009) - Szegedi-Szabó Béla: Bill a mennybe megy (Pont Műhely, 2009) - John Whiting: Az ördögök (Kaposvári Egyetem Művészeti Főiskolai Kar, 2009) | - Horváth Péter–Sztevanovity Dusán–Presser Gábor: A padlás (Csiky Gergely Színház, 2009) - Háy János–Tasnádi István–Erdős Virág–Garaczi László–Forgách András: Magyar Staféta (Trafó, 2009) - Shakespeare: Vízkereszt, vagy bánom is én (Vörösmarty Színház, Székesfehérvár, 2010) - Szuper Irma (KoMa Társulat, 2010) - Örkény István: Kulcskeresők (Csiky Gergely Színház, 2010) - Mikszáth Kálmán: A Noszty fiú esete Tóth Marival (Veszprémi Petőfi Színház, 2010) - A konyha (Pont Műhely, 2010) - Szakonyi Károly: Adáshiba (Móricz Zsigmond Színház, Nyíregyháza, 2011) - G. B. Shaw: Pygmalion (Weöres Sándor Színház, Szombathely, 2011) - Dale Wassermann–Mitch Leigh–Joe Darion: La Mancha lovagja (Csiky Gergely Színház, 2011) - John Kander–Fred Ebb–Bob Fosse: Chicago (Weöres Sándor Színház, 2011) - Garaczi László: A tizedik gén (KoMa Társulat, 2011) - Goldoni: A hazug (Móricz Zsigmond Színház, Nyíregyháza, 2012) - Móricz Zsigmond: Úri muri (Miskolci Nemzeti Színház, 2012) - Vojáger (Kosztolányi Dezső Színház, Szabadka, 2012) - Ionesco: A kopasz énekesnő (Miskolci Nemzeti Színház, 2013) - Vajda János: Don Perlimplin / Don Cristobal (Csokonai Nemzeti Színház, Debrecen, 2013) - Feydeau: Kézről kézre (Miskolci Nemzeti Színház, 2013) - Stefanovics Angéla–Keszég László–Mészáros Béla–Bánki Gergely: 40! avagy Véges élet (Dumaszínház, 2014) - Székely Csaba: Bányavirág (Komáromi Jókai Színház, 2014) - Max Frisch: Biedermann és a gyújtogatók (Móricz Zsigmond Színház, 2014) - Beckett: Godot-ra várva (Miskolci Nemzeti Színház, 2014) - Weöres Sándor: Holdbeli csónakos (Miskolci Nemzeti Színház, 2014) - Dürrenmatt: A Nagy Romulus (Miskolci Nemzeti Színház, 2015) - Johann Nepomuk Nestroy: A talizmán (Katona József Színház, Kecskemét, 2015) - Móricz Zsigmond: Erdély – Tündérkert (Miskolci Nemzeti Színház, 2015) - Robert Thomas: Nyolc nő (Csokonai Nemzeti Színház, 2015) - Nagy Ignác–Parti Nagy Lajos: Tisztújítás (Komáromi Jókai Színház, 2016) - Tennessee Williams: Camino Real (Szabadkai Népszínház, 2016) - Beaumarchais: Figaro házassága (Katona József Színház, Kecskemét, 2016) - Madách Imre: Az ember tragédiája (Miskolci Nemzeti Színház, 2016) - Ödön von Horváth: Mesél a bécsi erdő (Szegedi Nemzeti Színház, 2017) - Dés László, Geszti Péter, Grecsó Krisztián: A Pál utcai fiúk (Vörösmarty Színház, Székesfehérvár, 2017) - Dürrenmatt: János király (Szegedi Nemzeti Színház, 2017) |